# تعديل المراحل

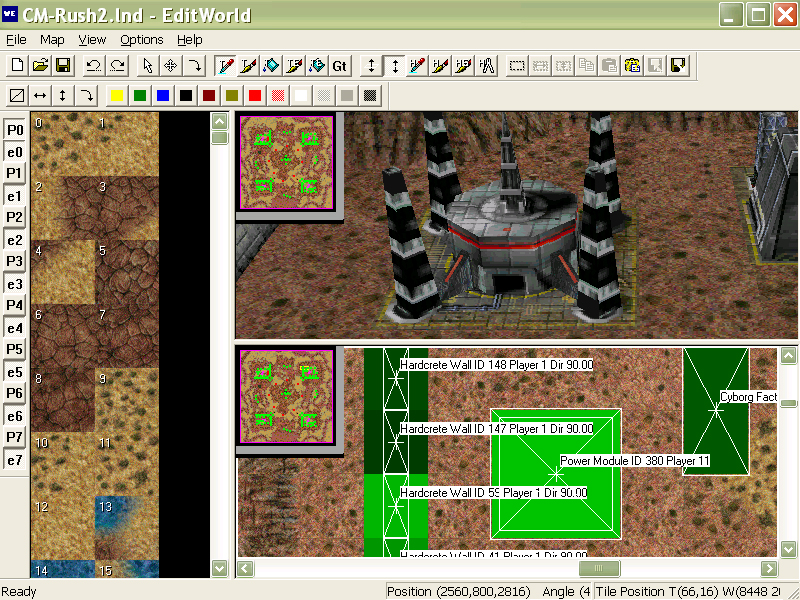

تعديل المراحل (بالإنجليزية: Level editor)‏ ، تعديل المراحل هي تغيير داخل برمجة ألعاب الفيديو والتي تختلف عن التصاميم والأدوات الأصلية في اللعبة، والتي تشمل الخريطة ومؤلف القصة وتعديل شخصيات اللعبة ورسوماتها ومستوياتها والتخطيط، بحيث يقوم المبرمج من الطرف الثالث باختراق اللعبة الأصلية وتعديل محتوياتها بحيث يسهل على اللاعب تغيير مظهر اللعبة، وكانت أشهرها لعبة دوم.

## المصدر
1. ↑  Herwig، Adrian؛ Paar، Philip. "Game Engines: Tools for Landscape Visualization and Planning?". CiteSeerX: 10.1.1.134.75. {{استشهاد ويب}}: الوسيط |مسار= غير موجود أو فارع (مساعدة)